# Народная партия Республики Молдова
Наро́дная па́ртия Респу́блики Молдо́ва (рум. Partidul Popular din Republica Moldova) — политическая партия в Республике Молдова. Образована 18 апреля 2011 года. С 18 апреля 2011 по 17 ноября 2012 года партия носила название Народная партия Молдовы (рум. Partidul Popular din Moldova). Программа партии, принятая на первом учредительном совете партии, причисляет её к левоцентристским силам.

## Руководство
- Председатель НПРМ — Александр Олейник
- Первый заместитель председателя НПРМ — Валерий Косарчук
- Заместитель председателя НПРМ, председатель молодёжной организации НПРМ — Максим Брэилэ
- Генеральный секретарь НПРМ — Александр Лункарь

## История

### Создание Народной партии Республики Молдова (НПРМ)
Учредительный съезд Народной партии Республики Молдова (НПРМ) прошел 15 апреля 2011 года. В его ходе утвердили Устав и Программу НПРМ и избрали руководящие органы формирования. Председателем партии избрали Яна Лисневски.
Народную партию Республики Молдова основали по инициативе молодежных групп: «Молодые демократы», «Молодежь во имя Молдовы» и «Сила Молдовы». Партия поставила перед собой задачу представлять интересы всех граждан Республики Молдова, построить мощное современное государство, государство благополучия и справедливости. НПРМ принадлежит тем, кто верит, что ответственность, здравый смысл, скромность и эффективность должны прийти на смену политической войне, некомпетентности и популизму.

### II съезд НПРМ 17 ноября 2012 года
Съезд утвердил значительные изменения в Устав и Программу партии, избрал новое руководство, наметил задачи на ближайший период. В соответствии с новым Уставом, руководство формирования состоит из четырех сопредседателей, один из которых является сопредседателем-координатором. На должность сопредседателя-координатора избрали бывшего министра информационных технологий и связи Александра Олейника, а сопредседателями стали бывший министр сельского хозяйства Валерий Косарчук и лидеры территориальных организаций — Анжела Чеботарь и Василий Гуцу.
Как гласит новая Политическая программа, НПРМ является современной партией с европейскими взглядами, она ратует за построение в Республике Молдова правового, суверенного и демократического государства. Основные обязательства формирования предусматривают сплочение молдавского общества и интеграцию этнических групп в единое культурное сообщество. К первоочередным целям относится политическая стабильность, которой можно добиться путем усовершенствования политической системы. Делегаты съезда проголосовали за новый состав Национального политического совета, Центральной ревизионной комиссии и Комиссии по этике и арбитражу. В работе съезда приняли участие 345 делегатов, которые представляли 29 территориальных организаций партии.

### III внеочередной съезд НПРМ 24 мая 2014 года
Главной задачей съезда стала подготовка Народной партии Республики Молдова к парламентским выборам 2014 года. Делегаты внесли изменения в Устав партии, в соответствии с которыми формирование перешло от системы сопредседателей к классической — председатель и вице-председатели. После утверждения нового Устава большинством голосов на должность председателя НПРМ был избран Александр Олейник, а его соратника Валерия Косарчука избрали на должность первого вице-председателя. Кроме того, делегаты съезда обсудили проект предвыборной программы «За новую Молдову». Она предполагала продвижение общенародного избрания президента, исключение избирательного порога для политических партий и возрождение сельского хозяйства путем оказания поддержки отечественным производителям.
Делегаты съезда утвердили также политический слоган НПРМ в избирательной кампании по ноябрьским выборам 2014 года — «Настало время вернуть Молдову народу!». По словам организаторов, в работе съезда приняли участие свыше 800 делегатов, съехавшихся со всей страны.

### IV внеочередной съезд НРПМ 21 марта 2015 года
Основополагающей задачей съезда стало изучение социально-политической ситуации, которая сложилась в стране после ноябрьских парламентских выборов 2014 года, и подготовка ко всеобщим местным выборам, назначенным на июнь 2015 года. Делегаты приняли решение сплотить команды кандидатов на должности примаров и советников, которым предстояло принять участие в местных выборах.
Делегаты съезда подтвердили изменения в Устав. В итоге, символом формирования стало ЯБЛОКО — электоральный символ Народной партии.
По завершении съезда делегаты единогласно приняли обращение к политическим силам Республики Молдова, призвали к единству народа и пронациональных и проевропейских политических партий с целью определить и закрепить национальные приоритеты.

### V внеочередной съезд НРПМ 24 марта 2018 года
Народная партия Республики Молдова 24 марта провела V съезд партии, который собрал делегатов, представителей партийных территориальных организаций из всех районов Республики Молдова.
Важнейшим событием в повестке дня V съезда стало принятие новой политической программы партии. Документ был озаглавлен «Мы верим в Молдову». Через него НПРМ запустил гражданам страны ясное сообщение о мобилизации и веры в будущее Республики Молдва.
V съезд НПРМ переизбрал свои руководящие органы и председателя политической партии. Единогласно Александр Олейник был переизбран председателем Народной партии. В должности первого вице-президента был избран Валерий Косарчук.

## Результаты на выборах
На парламентских выборах 2014 года партия набрала 0,76% и не смогла преодолеть барьер в 6%.
На всеобщих местных выборах 2015 года партия получила следующие результаты:
- Муниципальные и районные советы — 0,63 % голосов.
- Городские и сельские советы — 0,59 % голосов и 28 мандатов.
- 1 кандидат партии был избран примаром.

На всеобщих местных выборах 2019 года партия получила следующие результаты:
- Муниципальные и районные советы — 0,02 % голосов.
- Городские и сельские советы — 0,04 % голосов и 2 мандата.
- Ни один кандидат примаром не стал.